# Escut de Sils
L'escut oficial de Sils té el següent blasonament:
Escut caironat truncat: 1r. d'atzur, un estany d'argent i de sinople; 2n. d'or, una cabra de sable i la bordura de 8 peces de sable. Per timbre una corona mural de vila.
Va ser aprovat el 25 de març de 1994 i publicat al DOGC el 20 d'abril del mateix any amb el número 1886.
El 2015, l'ajuntament de Sils va aprovar en ple que s'atorgués el títol de vila, ja que s'havien superat els 5.000 habitants.
L'escut representa l'antic estany de Sils, dessecat a mitjan segle xix, i les armes parlants dels Cabrera, ja que el poble pertanyia a la batllia de Riudarenes, del vescomtat de Cabrera.

## Bandera
La bandera oficial de Sils (Selva) té la següent descripció:
Bandera apaïsada de proporcions dos d'alt per tres de llarg, formada per tres faixes horitzontals iguals, blava, groga i verda.
Recull els colors principals de l'escut, blau i groc, i el verd del faixat que representa l'antic estany. Va ser aprovada el 10 de gener de 1995 i publicada en el DOGC el 25 de gener del mateix any amb el número 2002.